# Paul de Nooijer

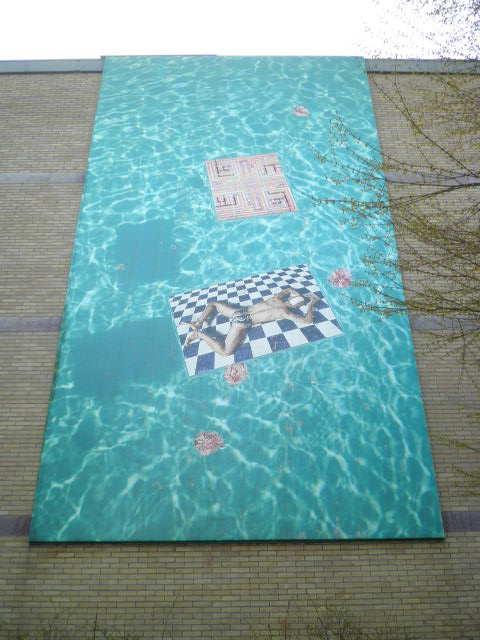
Gebroken Fronten door Paul de Nooijer (Wanddecoratie in Hoorn)

Paul de Nooijer (Eindhoven, 15 juni 1943) is een Nederlands fotograaf en cineast.
De Nooijer beweegt zich op het gebied van het surrealisme, magisch realisme en fantastische kunst. Zijn eclectische benadering, absurdistische humor en spot met de conventionele waarneming maken hem tot voorloper en inspirator van de Nederlandse geënsceneerde fotografie van de jaren tachtig.

## Biografie
Toen Paul een jaar of tien was deed een tentoonstelling van magisch realisten in het Van Abbemuseum hem beseffen dat hij kunstenaar wilde worden. 
Zijn belangstelling voor fotografie werd gewekt toen hij op 15-jarige leeftijd een camera kreeg.
De Nooijer volgde van 1960 tot 1965 een opleiding tot industrieel ontwerper aan de Akademie voor Industriële Vormgeving Eindhoven. Hij was een leerling van Frans Zwartjes, die hem aanmoedigde met fotografie te gaan experimenteren en samen met hem maakte hij later ook zijn eerste film. Aanvankelijk verdiende hij de kost als reclamefotograaf - hij leerde het vak bij De Gruyter - en kreeg hij bij enkele opdrachtgevers de ruimte om zijn persoonlijke stijl te ontwikkelen. In 1974 won hij voor zijn fotomontages de Grand Prix internationale de la recherche photographique, en die buitenlandse belangstelling leidde er toe dat hij in Nederland bekendheid kreeg. Een tentoonstelling in de Canon Photo Gallery in Amsterdam volgde. Tot omstreeks 1976 maakte De Nooijer vooral fotomontages met verwarrende perspectivische vertekeningen. Vanaf 1976 werden dat directe opnamen van in scène gezette handelingen, vaak met zijn vrouw en zijn zoontje als model. Hij maakte ook monumentale fotowanden voor openbare gebouwen. In deze fotowanden speelt hij met tijd, ruimte en werkelijkheidsbeleving.
Vanaf de jaren tachtig verschoof zijn belangstelling naar videoclips. Daarnaast maakte hij ook korte films, vaak met stop-motion techniek, en de speelfilm Exit (1997).
Van 1978 tot 1989 was hij leraar aan de Academie voor Beeldende Vorming (Tilburg) en vervolgens tot 1991 docent film aan de Fachhochschule Wuerzburg-Schweinfurt. 
Vanaf 1987 maakt hij veel werk in samenwerking met zijn zoon en fotograaf Menno de Nooijer. Zijn vrouw Françoise trad op als producent en acteur of model in de films en foto’s.
In 2021 evalueerden  Paul de Nooijer, zijn echtgenote Françoise en hun zoon Menno de Nooijer hun bijna vier decennia durende artistieke samenwerking. Dit resulteerde in de publicatie van Is Heaven Red?, een oeuvreboek fotografie,  en de productie van vier nieuwe korte films, inclusief Is Heaven Blue?.
Na verloop van tijd werd het echter duidelijk dat het trio hun samenwerking moest beëindigen. Paul de Nooijer werd geconfronteerd met prostaatkanker en zijn vrouw ondervond de onvermijdelijke effecten van het ouder worden. De korte film Is Heaven Blue? #2, een werk doordrenkt met melancholie, markeert het definitieve slot.
Zijn archief is in beheer bij de Stichting Fonds voor beeldende kunsten, vormgeving en bouwkunst, nu het Mondriaan Fonds.

## Tentoonstellingen (selectie)

### Solotentoonstellingen
- 1974: Canon Photo Gallery, Amsterdam
- 1977: Van Abbemuseum, Eindhoven
- 1978: Photo Art Basel, Basel
- 1981: Galerie Pennings, Eindhoven
- 1983: Kijkhuis, Den Haag
- 1989: Centre Georges Pompidou, Galerie du Forum, Parijs

### Groepstentoonstellingen
- 1968: Stedelijk van Abbemuseum, Eindhoven, Vijfjaarlijkse
- 1973: Stedelijk Museum, Amsterdam, Raamwerk
- 1977: Nederlandse Kunststichting, Amsterdam, Op de foto
- 1979: Stedelijk Museum, Schiedam, Aspekten hedendaagse fotografie
- 1980: Centre Georges Pompidou, Parijs, Instantanés
- 1983: Theatre Antique, Arles, Le Fantastique/Fantastic in Photography

## Werk in openbare collecties (selectie)
- Museum of Contemporary Photography, Chicago
- Van Abbemuseum, Eindhoven
- Groninger Museum, Groningen
- Prentenkabinet Universiteitsbibliotheek, Leiden
- American Federation of Art, New York
- Centre Georges Pompidou, Parijs

## Prijzen (selectie)
- 1968: Gemeentelijke aanmoedigingsprijs, Eindhoven
- 1974: Grand Prix International de la Recherche Photographique, Royan
- 1988: Capi-Lux Alblas Prijs 1987, Amsterdam
- 2021: zijn foto De grasstrijker werd opgenomen in de Eregalerij van de Nederlandse fotografie.[7][8]